# 하리 엘로란타
하리 헨리크 엘로란타(핀란드어: Harri Henrik Eloranta, 1963년 12월 4일~)는 핀란드의 전직 바이애슬론 선수이다. 올림픽에 4회 참가하여 1992년 동계 올림픽에서 남자 10km 스프린트 종목에서 동메달을 획득했다.